# Lobna, Liubeșiv
Lobna (în ucraineană Лобна) este un sat în comuna Zaliznîțea din raionul Liubeșiv, regiunea Volînia, Ucraina.

## Demografie
Componența lingvistică a localității Lobna
     Ucraineană (99,85%)
     Alte limbi (0,15%)
Conform recensământului din 2001, majoritatea populației localității Lobna era vorbitoare de ucraineană (99,85%), existând în minoritate și vorbitori de alte limbi.